# Santo Amaro (métro de São Paulo)
Pour les articles homonymes, voir Santo Amaro.
Santo Amaro est une station de métro de la ligne 5-Lilas du métro de São Paulo. Elle est située sur la Marginal Pinheiros dans le district de Jardim São Luís à São Paulo, Brésil.

## Situation sur le réseau

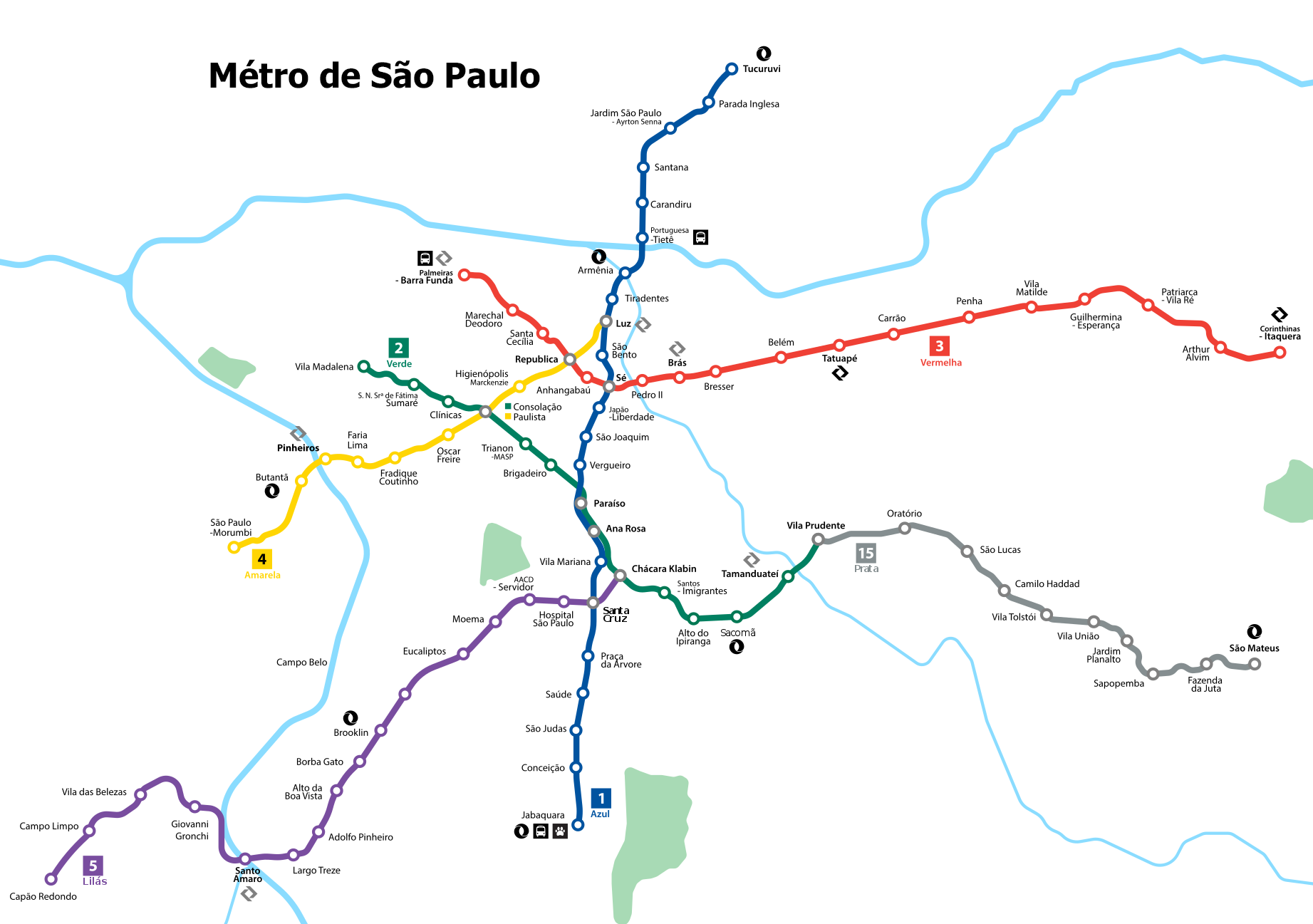
Plan du Métro de São Paulo 2020.

Établie en aérien, Santo Amaro, est une station de la ligne 5 du métro de São Paulo. Elle est située entre la station Giovanni Gronchi, en direction du terminus sud-ouest Capão Redondo, et la station Largo Treze, en direction du terminus nord-est Chácara Klabin.
Située à point de croisement de la ligne 5 du métro de São Paulo avec la ligne 9-Émeraude, des trains de banlieue, elle est en correspondance direct avec la gare de Santo Amaro.
Elle dispose des deux voies de la ligne encadrées par deux quais latéraux.

## Histoire
La station Santo Amaro est mise en service le 20 octobre 2002, lors de l'ouverture à l'exploitation de la section de Capão Redondo à Largo Treze. Elle possède des quais latéraux dans une structure surélevée avec un couverture métallique portiquée de forme elliptique et des doubles tuiles thermiques en aluminium, constituant le pont à haubans. Elle est accessible aux personnes handicapées depuis le terminus Guido Caloi.
En 2020, elle est en cours de remise à niveau, car elle est incapable de répondre à la demande actuelle de connexion avec la CPTM et ne dispose pas d'éléments d'accessibilité de base. Ces travaux sont exécutés par le Concessionnaire ViaMobilidade et étaient une condition du contrat de concession avec le gouvernement de l'État. Les travaux ajouteront quatre ascenseurs, huit escaliers mécaniques et un total de quatre mille mètres carrés de surface construite (en deux ponts parallèles qui élargiront les quais et une nouvelle passerelle métallique pour une connexion plus fluide avec la CPTM), et devraient se terminer en 27 janvier 2022, deux ans après son lancement.

## Services aux voyageurs

### Accès et accueil
Station avec un hall de distribution au rez-de-chaussée (Terminus d'autobus Guido Caloi, actuellement utilisée uniquement comme stationnement pour les employés du métro) et un hall de distribution sur le côté opposé, niveau mezzanine, connecté à la gare de Santo Amaro sur la ligne 9 - Émeraude de la CPTM.

### Desserte
Santo Amaro est desservie par les rames de la Ligne 5 du métro de São Paulo (lilas).

Installations et desserte
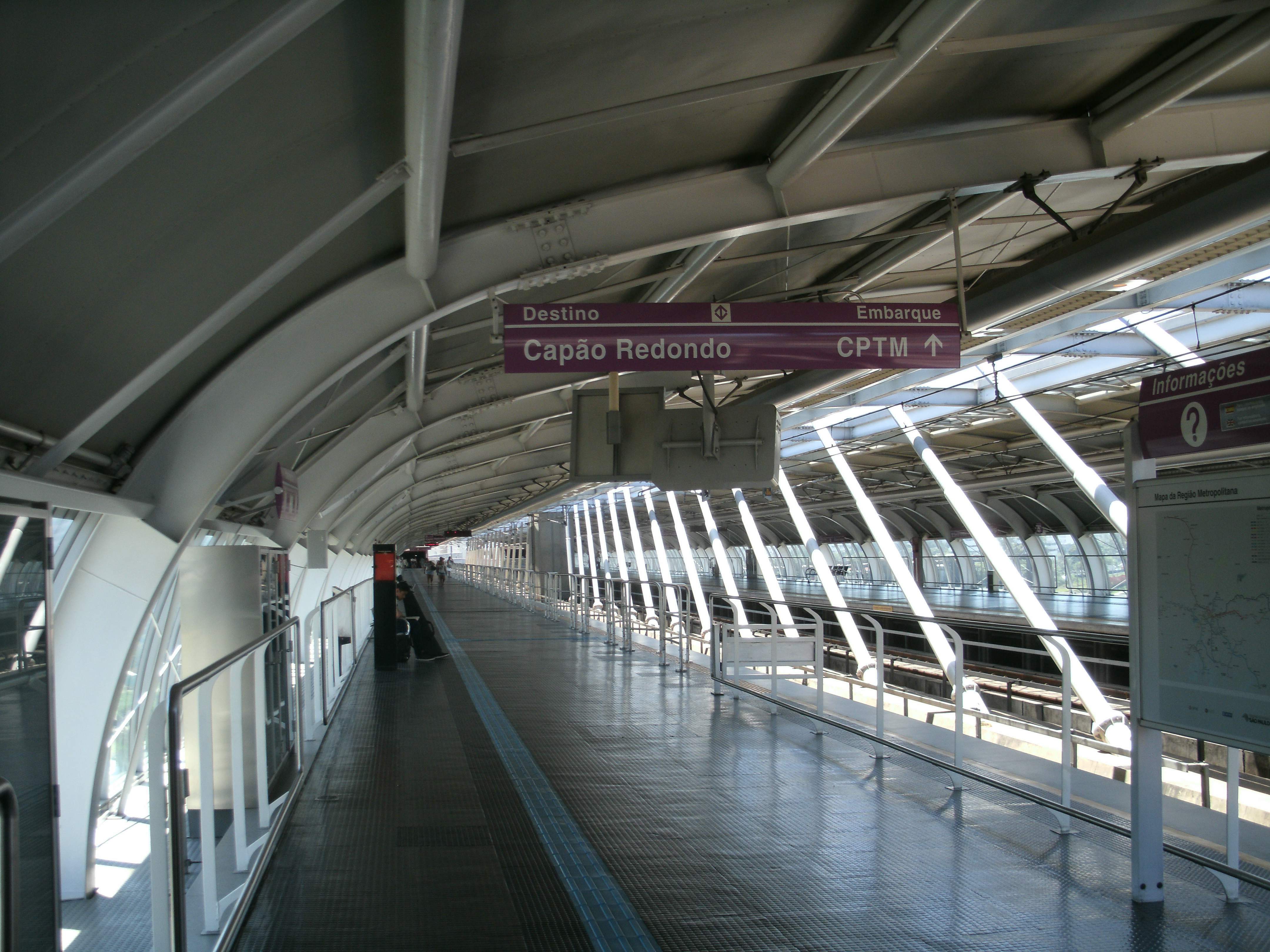
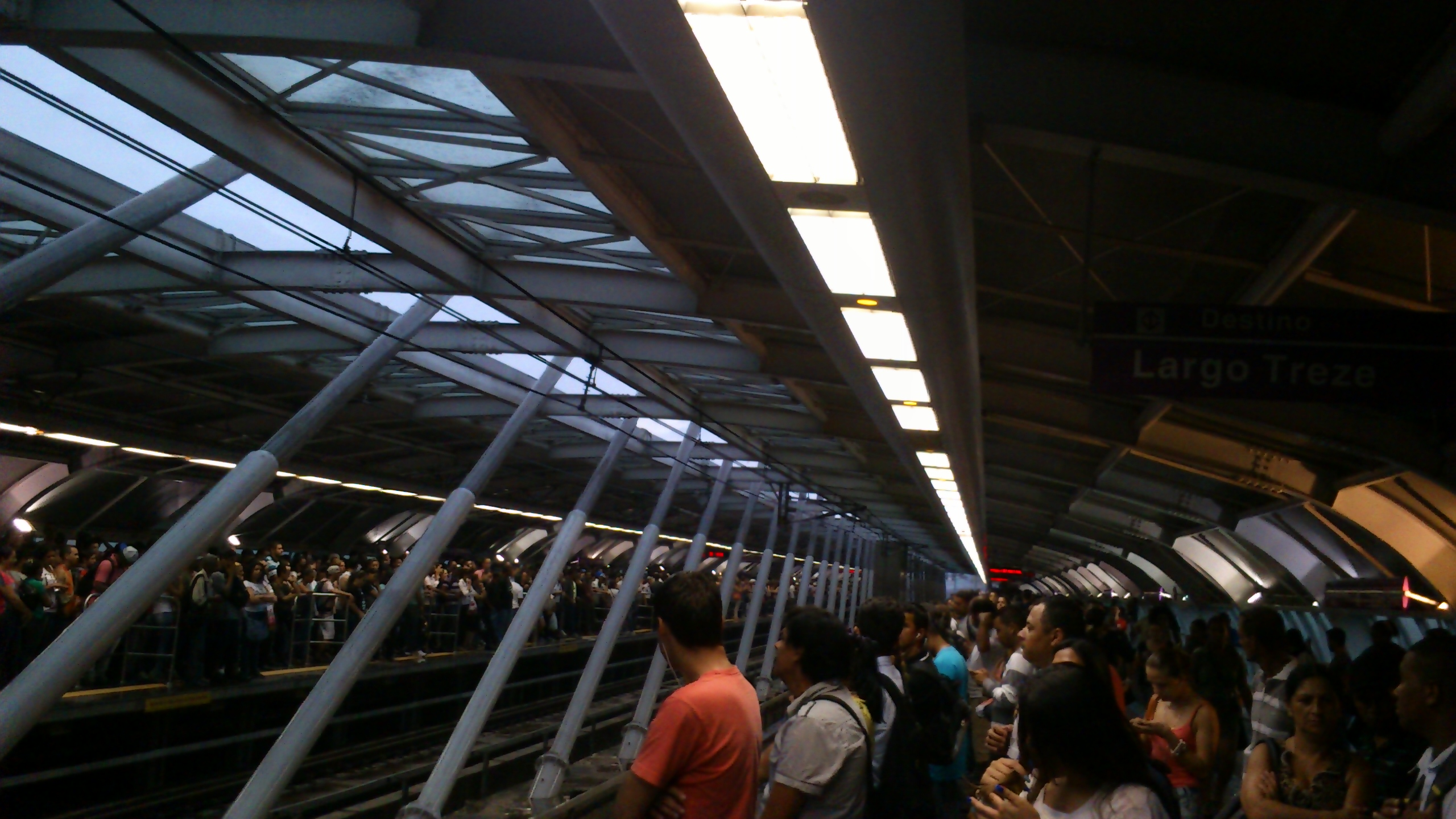
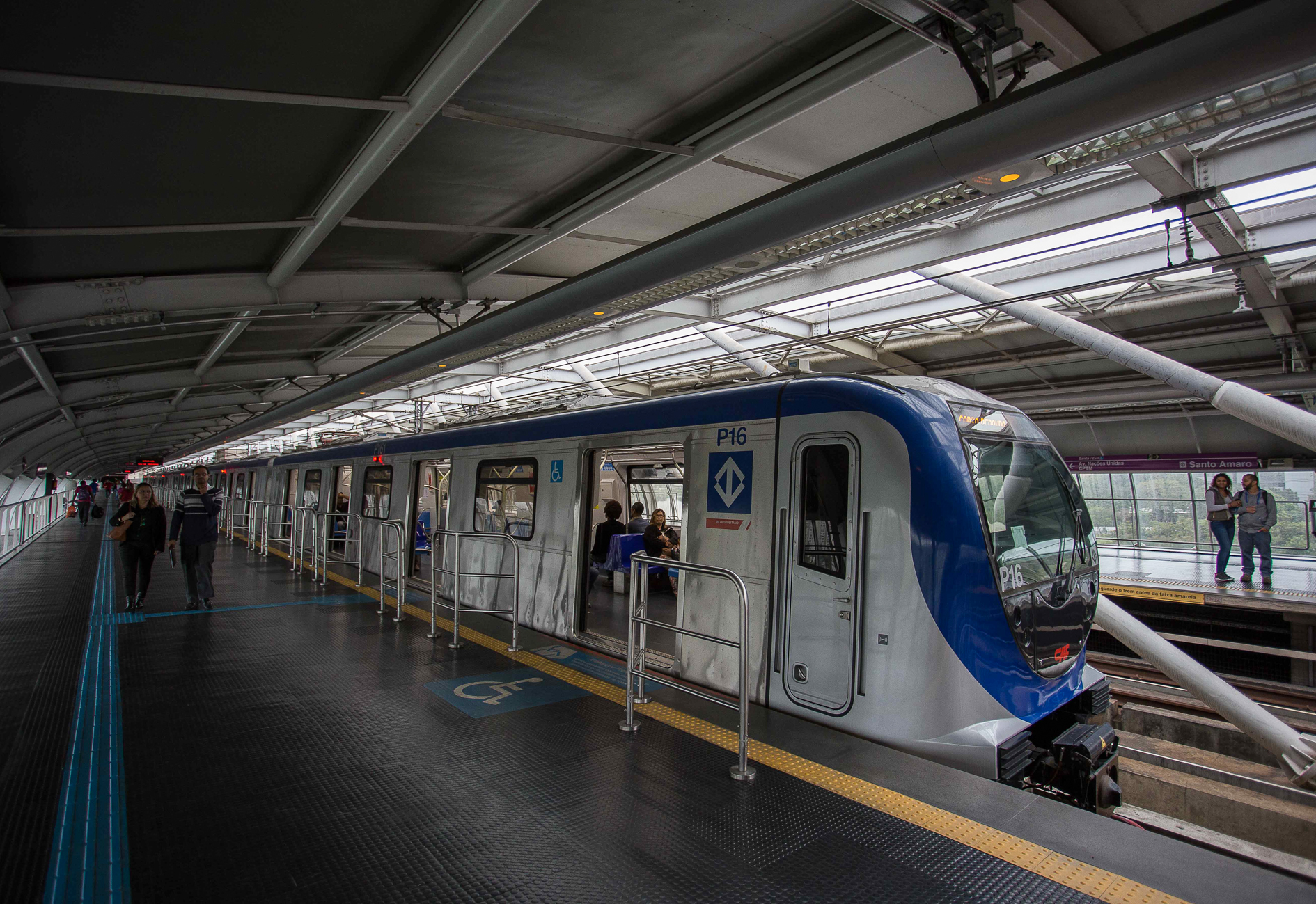

## Art dans la station
- "Mitocôndria" (peinture murale), Antonio Peticov, peinture sur mur (2002), peinture acrylique industrielle (3,00m x 15,00m), installée sur le mur du fond de la mezzanine, près des escaliers d'accès aux quais[7].
- "A Conexão" (peinture murale), Antonio Peticov, peinture sur un mur (2002), peinture acrylique industrielle (3,00m x 7,00m), installée sur le mur du fond de la mezzanine, à proximité des escaliers d'accès aux quais.
- "A Passagem" (peinture murale), Antonio Peticov, peinture sur mur (2002), peinture acrylique industrielle (3,00m x 7,00m), installée sur le mur du fond de la mezzanine, à proximité des escaliers d'accès aux quais.